# Estación Tamanduateí
La Estación Integrada Tamanduateí es una Estación ferroviaria, perteneciente a la Línea 10 - Turquesa e integrada a la recién inaugurada Estación de Metropolitano de la Línea 2 - Verde. Está situada en el barrio de Vila Carioca, subdistrito de São Paulo.
Inaugurada en 1955 por la Estrada de Ferro Santos à Jundiaí, utiliza el edificio original hasta hoy. Con la construcción de la nueva estación de tren y metro, la antigua edificación será demolida.
Existe una propuesta del diputado estadual Edson Ferrarini para modificar el nombre de la estación para Tamanduateí-Imperador do Ipiranga, en homenaje a la escuela de samba Imperador do Ipiranga. "En Carnaval, el nombre de la escuela es llevado para todo el Brasil y el mundo", justifica el parlamentario.

## Líneas de SPTrans
Líneas de la SPTrans que salen de la Estación Tamanduateí.
| N.º de línea | Destino               |
| ------------ | --------------------- |
| 3134/10      | Shopping Aricanduva   |
| 375V/10      | Metro Santa Cruz      |
| 4031/10      | Parque Santa Madalena |
| 874T/51      | Metro Vila Mariana    |

## Estación de laLínea 2 del Metro
La estación Tamanduateí es una de las estaciones de la Línea 2 - Verde. Fue la última a ser inaugurada, el día 21 de septiembre de 2010.
La estación está ubicada entre la Avenida Presidente Wilson y la Estación Tamanduateí de CPTM, en las proximidades de la calle Aida. Posee accesos en la Avenida Presidente Wilson y en la calle Guamiranga, y está en el mismo nivel del hall.
Fue prevista la inauguración para marzo de 2010, pero algunos retrasos en las obras impidieron la inauguración, a partir de aquí el metro prefirió no realizar ningún otro pronóstico.
La Compañía del Metropolitano terminó inaugurándola el 21 de septiembre del 2010

## Tabla (CPTM)
| Sigla | Estación    | Inauguración             | Capacidad        | Integración                                | Plataformas           | Posición   | Comentarios                                              |
| ----- | ----------- | ------------------------ | ---------------- | ------------------------------------------ | --------------------- | ---------- | -------------------------------------------------------- |
| TTI   | Tamanduateí | 21 de septiembre de 2010 | 30 mil pasajeros | Bilhete Único de SPTrans Línea 2-Verde     | Laterales y Centrales | Superficie | Reconstruido el 21 de septiembre de 2010                 |
| TMD   | Tamanduateí | 21 de septiembre de 2010 | 40 mil pasajeros | Bilhete Único de SPTrans Línea 10-Turquesa | Laterales             | Elevada    | Estación con puertas de plataforma y bloqueos de vidrio. |

## Alrededores
- Central Plaza Shopping